# Senecio diaschides
Senecio diaschides là một loài thực vật có hoa trong họ Cúc. Loài này được D.G.Drury miêu tả khoa học đầu tiên năm 1974.